# Leptophis stimsoni
Leptophis stimsoni — вид змій родини полозових (Colubridae). Вид є ендеміком Тринідаду і Тобаго, де зустрічається у дощових лісах на півночі острова Тринідад.
. Тіло оливково-зеленого забарвлення та сягає 83,2 см завдовжки. Названий на честь британського герпентолога Ендрю Стімсона.